# 劳省
劳省是斐济的省份之一，位于东部区，地理上属于劳群岛。该省首府位于拉肯巴島南部的Tubou村。劳省总面积487 km², 总人口有12,211人（1996年），人口密度為25.07人/km²。
18°20′S 178°30′W / 18.333°S 178.500°W